# タスク (潜水艦)
タスク (USS Tusk, SS-426) は、アメリカ海軍の潜水艦。バラオ級潜水艦の一隻。艦名は大西洋産のタラ科の食用魚アツカワダラのイギリス名タスクに因んで命名された。

## 艦歴
タスクは1943年8月23日にペンシルベニア州フィラデルフィアのクランプ造船所で起工した。1945年7月8日にキャロリン・パーク・ミルズによって命名、進水し、1946年4月11日に艦長レイモンド・A・ムーア中佐の指揮下就役する。
就役後、タスクは南大西洋での整調巡航およびラテンアメリカの港への親善訪問を行った。ブラジルのリオデジャネイロ、バイーア、オランダ領西インド諸島のキュラソー島、パナマ運河地帯のコロンを訪れ、6月にコネチカット州ニューロンドンに帰還した。翌年はニューロンドンからノースカロライナ州ウィルミントンまでの東海岸沿いに作戦活動に従事した。1947年1月は中部大西洋での艦隊戦術演習に参加する。フィラデルフィア海軍造船所での3ヶ月間のオーバーホール後、コロンビア大学、ウッズホール海洋研究所と協力して大西洋の大陸棚沿いでの海洋学調査を行い、同任務に1947年10月まで従事した後、 GUPPY 改修のためポーツマス海軍造船所に入渠した。
タスクの改修作業は7ヶ月に及んだ。改修によって水中での活動能力が向上した。4つのバッテリーはより高出力なものと交換された。外観では錨は船体内に収められ、プロペラガードを撤去、全体が流線型化されることで海中における速度も改善された。セイルも大型化の上流線型化され、シュノーケルを装備することで潜望鏡深度でのディーゼル機関使用および潜航中のバッテリー充電が可能となった。これらの改良によって、タスクは単なる水中で活動できる艦艇から真の潜水艦へと変貌した。潜航活動範囲も拡大し、水上での速力は2ノット低下したものの、水中での速力は10から15ノット向上した。
タスクは1948年の初夏に現役復帰した。整調訓練および模擬哨戒をパナマ運河地帯で6月から7月にかけて行い、8月に本国に帰還、メリーランド州アナポリスの海軍士官学校を訪問、約1,000名中成績上位者4名が直接最新型の潜水艦を見学した。同年の秋から冬にかけてタスクは通常任務を再開し、アメリカ海軍およびNATO軍の艦艇と共に演習を行った。その活動範囲はカリブ海から北極圏まで及んだ。1949年に入るとより制限された範囲で活動を行う。同年の前半6ヶ月はロードアイランド州ニューポートの第2潜水艦開発グループで活動した。7月にタスクは再びNATOの多国籍軍に加わり、北大西洋での演習を行う。これらの演習の間に北アイルランドのロンドンデリー、イングランドのポーツマスを訪問している。

### コチーノの沈没
NATOとの共同演習の終盤、タスクは姉妹艦コチーノ (USS Cochino, SS-345) を含む部隊と共に活動した。8月25日、コチーノはノルウェー沖を航行中にバッテリー1基の爆発事故を起こす。タスクはコチーノの救助のため現場に急行し、救命筏を使ってコチーノの負傷者に医薬品を供給した。筏の1隻が荒海のため転覆し、コチーノの士官および艦船局の職員が海に投げ出された。両名とも救助されたがタスクの甲板上で人工呼吸をおこなっている途中に波が押し寄せ、民間人と11名のタスク乗員が海に押し流された。乗員4名のみが救助された。これらの事故の後、タスクとコチーノはノルウェーのハンメルフェストに向かった。その途中、コチーノのもう1基のバッテリーが爆発し、船体内に海水が流入し始めた。タスクは荒海の中沈みゆくコチーノに並び、最悪の条件下でコチーノの乗員を全て無事に救助した。コチーノは間もなく沈没し、タスクはハンメルフェストに向かった。
同年秋、タスクは本国に帰還しニューロンドン沖での沿岸活動を再開、潜水学校の支援任務に当たった。ノバスコシア州ハリファックスおよびバミューダ南方への巡航を行い、潜水学校での任務は1951年中旬まで続いた。その後、再び第2潜水艦開発グループに配属される。艦隊との定期的な演習は1952年の夏まで続けられ、続いて第10潜水戦隊に配属される。ニューロンドン沖での通常任務は同年末まで行われ、その後第6艦隊との地中海における6ヶ月間の配備に就く。タスクは1953年初夏に本国に帰還し、再びニューロンドン沖での沿岸活動に従事する。1954年初め、タスクはカリブ海で活動し、続く4ヶ月間をニューロンドン沖での沿岸活動に費やし北ヨーロッパ海域への巡航を行った。この巡航で北アイルランドのベルファスト、スコットランドのグラスゴーを訪問し、同様に北大西洋でNATO軍との共同演習を行った。
1950年代の最初の4年でタスクはその経歴における活動パターンを確立した。1954年から73年にかけてもう4回の地中海配備を行う。しかしながら当初は海外配備の間に東海岸での活動が延長された。1954年の北ヨーロッパ配備の後、2度目の地中海配備まで6年が経過した。西大西洋でのアメリカ、カナダ両軍による共同訓練の後、1961年の秋にはNATO軍との演習に従事する。ニューロンドン沖での3年の活動期間後、1964年の秋に再びヨーロッパ水域に赴きNATO軍との訓練を行う。1966年の春から夏にかけて、タスクは第6艦隊との3度目の地中海配備に就く。1966年の後半には本国沿岸での任務に就き同任務は1967年前半まで続いた。1967年の夏にタスクは北ヨーロッパ水域に戻り、いくつかの港を訪問し、NATO各国軍との訓練を行った。11月には西大西洋でアメリカ、カナダ両軍による共同訓練に参加し、その後東海岸での任務を再開した。1968年から69年の前半にかけてニューロンドンを拠点としての任務を継続し、その中には原子力潜水艦ジャック (USS Jack, SSN-605) およびラファイエット (USS Lafayette, SSBN-616) との訓練も含まれた。7月にタスクは4度目の地中海配備に就き、10月に東海岸での作戦活動を再開した。

### 台湾海軍で
その後、約3年間をニューロンドンを拠点として活動し、タスクは最終となる5回目の第6艦隊との巡航を行った。この配備は翌10月に終了し、タスクは現役最終の年を主としてニューイングランド近辺で、東部海岸に沿いの通常任務で費やした。1973年10月18日にタスクはニューロンドンで退役し、同日除籍、その後台湾に売却された。
タスクは台湾海軍で海豹 (ROCN Hai Pao, SS-792) の艦名で就役した。艦番号は当初 SS-92 、続いて SS-794 と変更され、最終的に SS-792 となった。台湾への売却時、購入理由は対潜水艦戦訓練のためとされ、引き渡し前に魚雷発射管は溶接の上封印された。台湾海軍では魚雷発射管を1976年に再び使用可能状態に戻し、最新型魚雷をイタリアから購入。2014年7月28日時点で海豹は高雄海軍基地での停泊が確認された。同年の時点で、耐圧殻のゆがみと金属疲労のため水深20メートルまでしか潜水できないとされている。
2017年1月18日、報道陣に海豹号が公開された。この時点で就役から71年。内部は、1973年に米軍から引き渡された状態が、ほぼそのまま残されているという。